# Rafael Dumas
Rafael Dumas (nacido el 13 de marzo de 1995) es un futbolista brasileño que juega como defensa en el Clube Náutico Capibaribe del Campeonato Brasileño de Serie B.

## Trayectoria

### Clubes
| Club                       | País      | Año         |
| -------------------------- | --------- | ----------- |
| Flamengo                   | Brasil    | 2015 - 2018 |
| FC Goa (cedido)            | India     | 2016        |
| Global FC (cedido)         | Filipinas | 2017        |
| Luverdense (cedido)        | Brasil    | 2017        |
| Paysandu (cedido)          | Brasil    | 2017        |
| Brasil de Pelotas (cedido) | Brasil    | 2018        |
| Shonan Bellmare            | Japón     | 2019        |
| Clube Náutico Capibaribe   | Brasil    | 2020 -      |